# Parauchenoglanis balayi
Parauchenoglanis balayi és una espècie de peix de la família dels auquenoglanídids i de l'ordre dels siluriformes. Adult, pot assolir 39 cm de longitud total. És un peix d'aigua dolça i de clima tropical (22 °C-28 °C).
Es troba a Àfrica: conques costaneres entre els rius Sanaga (Camerun) i Chiloango (Cabinda, Angola). També és present a la conca del riu Congo.